# ویلیام لوییس (شیمیدان)
ویلیام لوییس (انگلیسی: William Lewis؛ ۱ ژانویه ۱۸۶۹ – ۲۵ مه ۱۹۶۳) یک شیمی‌دان اهل بریتانیا بود. 